# Frambouhans
Frambouhans é uma comuna francesa na região administrativa de Borgonha-Franco-Condado, no departamento de Doubs. Estende-se por uma área de 10,1 km². Em 2010 a comuna tinha 925 habitantes (densidade: 91,6 hab./km²).